# Jussi du meilleur film
Le Jussi du meilleur film (finnois : Parhaan elokuvan Jussi) est l'une des catégories des prix cinématographiques Jussis attribué à un film finlandais.
En 1987, pour la première fois, un prix du meilleur film de l'année est remis. Ensuite, à partir de 1993, un prix du meilleur film est remis chaque année.

## Lauréats multiples
| Nombre de Jussis | Lauréat        |
| ---------------- | -------------- |
| 7                | Aki Kaurismäki |
| 4                | Markku Pölönen |
| 4                | Kari Sara      |
| 2                | Kaarle Aho     |
| 2                | Aleksi Bardy   |
| 2                | Jarmo Lampela  |
| 2                | Kai Nordberg   |
| 2                | Lasse Saarinen |

## Lauréats
| Année | Lauréat (film,auteur)                                                                           | Autres nominations (film,auteur) | Autres nominations (film,auteur) |
| ----- | ----------------------------------------------------------------------------------------------- | --- | -------------------------------- |
| 1987  | Ombres au paradis d'Aki Kaurismäki                                                              | |                                  |
| 1988  | non décerné                                                                                     | non décerné |                                  |
| 1989  | non décerné                                                                                     | non décerné |                                  |
| 1990  | non décerné                                                                                     | non décerné |                                  |
| 1991  | non décerné                                                                                     | non décerné |                                  |
| 1992  | non décerné                                                                                     | non décerné |                                  |
| 1993  | Le Fils prodigue (Tuhlaajapoika) de Veikko Aaltonen                                             | |                                  |
| 1994  | Le Pays du bonheur (Onnen maa) de Markku Pölönen et Kari Sara                                   | |                                  |
| 1995  | Tiens ton foulard, Tatiana (Pidä huivista kiinni, Tatjana) d'Aki Kaurismäki                     | |                                  |
| 1996  | Le Dernier Mariage (Kivenpyörittäjän kylä) de Markku Pölönen et Kari Sara                       | |                                  |
| 1997  | Au loin s'en vont les nuages (Kauas pilvet karkaavat) d'Aki Kaurismäki                          | |                                  |
| 1998  | Sairaan kaunis maailma de Jarmo Lampela                                                         | |                                  |
| 1999  | Kuningasjätkä de Markku Pölönen et Kari Sara                                                    | - Säädyllinen murhenäytelmä de Pirjo Honkasalo - Le Cracheur de feu (Tulennielijä) de Kaisa Rastimo |                                  |
| 2000  | Embuscade (Rukajärven tie) d'Olli Saarela                                                       | - Les Gros Durs (Häjyt) d'Aleksi Mäkelä - Je vous embrasse bien fort, maire (Rakkaudella, Maire) de Veikko Aaltonen - Sokkotanssi de Matti Ijäs |                                  |
| 2001  | Sept Chants de la toundra (Seitsemän laulua tundralta), Anastasia Lapsui et Markku Lehmuskallio | - Bad Luck Love d'Olli Saarela - Badding de Markku Pölönen - La Géographie de la peur (Pelon maantiede) d'Auli Mantila |                                  |
| 2002  | Joki de Jarmo Lampela                                                                           | - Cyclomania de Simo Halinen - Emmauksen tiellä de Markku Pölönen - Minä ja Morrison de Lenka Hellstedt |                                  |
| 2003  | L'Homme sans passé (Mies vailla menneisyyttä) d'Aki Kaurismäki                                  | - Heinähattu ja Vilttitossu de Kaisa Rastimo - Kuutamolla d'Aku Louhimies |                                  |
| 2004  | Nousukausi de Johanna Vuoksenmaa                                                                | - Helmiä ja sikoja de Perttu Leppä - Pahat pojat d'Aleksi Mäkelä |                                  |
| 2005  | Souvenir du front (Koirankynnen leikkaaja) de Markku Pölönen et Kari Sara                       | - Lapsia ja aikuisia d'Aleksi Salmenperä - Pelikaanimies de Liisa Helminen |                                  |
| 2006  | Paha maa d'Aku Louhimies                                                                        | - Tyttö sinä olet tähti de Dome Karukoski - Une autre mère (Äideistä parhain) de Klaus Härö |                                  |
| 2007  | Les Lumières du faubourg (Laitakaupungin valot) d'Aki Kaurismäki                                | - Kenen joukoissa seisot de Jouko Aaltonen - Valkoinen kaupunki d'Aku Louhimies |                                  |
| 2008  | Musta jää de Petri Kotwica                                                                      | - Un travail d'homme (Miehen työ) d'Aleksi Salmenperä - Tali-Ihantala 1944 de Åke Lindman et Sakari Kirjavainen |                                  |
| 2009  | Niko, le petit renne (Niko – Lentäjän poika), Michael Hegner et Kari Juusonen                   | - Ma vie sans pétrole (Katastrofin aineksia) de John Webster - Tummien perhosten koti de Dome Karukoski |                                  |
| 2010  | Lettres au Père Jacob (Postia pappi Jaakobille) de Klaus Härö                                   | - Kuulustelu de Jörn Donner - Täällä Pohjantähden alla de Timo Koivusalo |                                  |
| 2011  | Very Cold Trip (Napapiirin sankarit) de Dome Karukoski                                          | - Père Noël Origines (Rare Exports) de Jalmari Helander - Taulukauppiaat de Juho Kuosmanen |                                  |
| 2012  | Le Havre d'Aki Kaurismäki                                                                       | - Hiljaisuus de Sakari Kirjavainen - Hyvä poika de Zaida Bergroth |                                  |
| 2013  | Demain, 18 ans (Kohta 18) de Maarit Lalli                                                       | - Miss Farkku-Suomi de Matti Kinnunen - Niko, le petit renne 2 (Niko 2 – Lentäjäveljekset) de Kari Juusonen et Jørgen Lerdam - Puhdistus d'Antti Jokinen - Vuosaari d'Aku Louhimies |                                  |
| 2014  | Betoniyö de Pirjo Honkasalo                                                                     | - 8-pallo d'Aku Louhimies - Kerron sinulle kaiken de Simo Halinen - Heart of a Lion (Leijonasydän) de Dome Karukoski - Tumman veden päällä de Peter Franzén |                                  |
| 2015  | He ovat paenneet de Jukka-Pekka Valkeapää                                                       | - Kesäkaverit d'Inari Niemi - Mielensäpahoittaja de Dome Karukoski - Päin seinää d'Antti Heikki Pesonen |                                  |
| 2016  | Le Maître d'escrime (film, 2015) (Miekkailija) de Klaus Härö                                    | - Armi elää! de Jörn Donner - Big Game de Jalmari Helander - Häiriötekijä d'Aleksi Salmenperä - Toiset tytöt d'Esa Illi |                                  |
| 2017  | Olli Mäki (Hymyilevä mies) de Juho Kuosmanen                                                    | - Angry Birds, le film de Clay Kaytis et Fergal Reilly - Bodom de Taneli Mustonen - Jättiläinen d'Aleksi Salmenperä - Tyttö nimeltä Varpu de Selma Vilhunen |                                  |
| 2018  | Ikitie d'Antti-Jussi Annila                                                                     | - Armomurhaaja de Teemu Nikki - Joulumaa d'Inari Niemi - Miami de Zaida Bergroth - L'Autre Côté de l'espoir (Toivon tuolla puolen) d'Aki Kaurismäki - Unknown Soldier (Tuntematon sotilas) d'Aku Louhimies |                                  |
| 2019  | Tyhjiö d'Aleksi Salmenperä                                                                      | - Hölmö nuori sydän de Selma Vilhunen - Ihmisen osa de Juha Lehtola - Juice de Teppo Airaksinen - Ilosia aikoja, Mielensäpahoittaja de Tiina Lymi |                                  |
| 2020  | Aurora de Miia Tervo                                                                            | - Diva of Finland de Maria Veijalainen - Les chiens ne portent pas de pantalon (Koirat eivät käytä housuja) de Jukka-Pekka Valkeapää - Tottumiskysymys de Reetta Aalto d'Alli Haapasalo d'Anna Paavilainen, Kirsikka Saari de Miia Tervo d'Elli Toivoniemi et Jenni Toivoniemi - Täydellinen joulu de Taru Mäkelä |                                  |
| 2021  | Tove de Zaida Bergroth                                                                          | - Eden d'Ulla Heikkilä - Any Day Now de Hamy Ramezan - Seurapeli de Jenni Toivoniemi - Teräsleidit de Pamela Tola |                                  |
| 2022  | Compartiment n° 6 de Juho Kuosmanen                                                             | - Fucking with Nobody de Hannaleena Hauru - La Femme du fossoyeur de Khadar Ayderus Ahmed - L'Aveugle qui ne voulait pas voir le Titanic (Sokea mies, joka ei halunnut nähdä Titanicia) de Teemu Nikki - Vinski ja näkymättömyyspulveri de Juha Wuolijoki                                                         |                                  |